# Salmòdia
Salmòdia ve originada del grec ψαλμῳδία (psalmodia: acció de cantar als salms) i es refereix a la part de la missa on cantaven els salms.
La salmòdia també coneguda com a salmista o salm és una forma de cantar religiosa que tenien els Salms basats en el calendari de l'Església catòlica i la litúrgia cristiana i jueva. Es realitzava durant l'ofici diví i es cantava amb el mateix to de l'antífona que l'acompanyava. D'acord amb la tradició jueva, els salms que eren atribuïts al rei David eren acompanyats per algun d'instrument de corda o vent.

## Història
Els primers testimonis es troben en la música antiga jueva. Després els testimonis d'aquesta forma de cant apareixen entre el segle I i el segle viii. Partint de Filó el Jueu, Basili de Cesària, Sant Agustí, Casià, Benet de Núrsia, fins a arribar a Sant Isidre de Sevilla i Sant Ambròs. Va desenvolupar, entre d'altres, les formes vocals del cant gregorià. El conductor era el que feia signes i gests per indicar el to, el ritme... Les notes es dividien en estil sil·làbic, neumàtic i melismàtic.
Alguns fragments del Nou Testament també foren composts a la manera dels salms i eren considerats els tres càntics foren: Benedictus, Nunc dimittis i Magnificat. Més tard varen usar la seva estructura per assimilar l'estil de llibres com el Cantar dels Càntars de Salamó.

## L'estructura d'un verset.
Els salms es componen per versets i cada verset per hemistiquis separats per un asterisc (*). Si l'hemicicle té una extensió molt llarga s'emet també usar la creu Generalment un verset es divideix en dos o tres separats per una cadència intermèdia. El començament té una fórmula d'entonació i al final acaba amb una cadència final.
A més existeix una nota de recitació, fórmules d'accent, de respiració i de recuperació.

## Les lleis de l'evolució modal

### Entonació
El sistema tonal va néixer dins el repertori gregorià, va contreure a la música posterior la classificació d'esquemes que varen derivar el comportament de les melodies. Per tant, quan es canta un salm es recita amb un dels modes que es feien dir tenor i més endavant dominant.

### Cadència
Només al final dels salms es produeix un descens melòdic que cerca una nota que contrasti amb el que ha estat la corda mare. És cert que els descensos finals estaven directament lligats a determinats centres regionals. La distància entre la corda de recitació i la nota final es variable i en funció de la mateixa s'optarà un to salmòdic o un altre.

### Pujada d'accent i tenors
En peces de test breu es pot observar com la paraula original llatina va evolucionar cercant els accents i es va reposar a la síl·laba final de les paraules i era acompanyat d'un salm. L'accent es produïa mitjançant l'elevació melòdica de la síl·laba que la duia. Es cantava normalment amb estil neumàtic o melismàtic encara que a la notació tradicional esta escrita amb estil sil·làbic.
En casos l'elevació d'accents ha fet que es salm es canti a una altura diferent de la del final de l'antífona.
Quan hi ha un neuma de duració llarga o que estan molt ornamentats, certs accents estan marcats per una nota més alta d'un to o mig to

## Com es cantava
El cant dels salms a l'església antiga dins cada una de les hores era la part més significativa i es varen fer de moltes maneres. Les dues maneres habituals de cantar la salmòdia eren: el cor i el solista i dos cors alternativament. El poble també participava amb les aclamacions intercalades i quan eren dos cors el poble, interactuava cada dos o tres versets. Aquest gènere va tenir molta acollida a partir del segle V a Roma perquè el poble també intervenia.

### Distintes formes de salmòdia

#### Salmodia directe
No hi ha molts testimonis de la salmòdia directe i les dades es basen en deduccions. Sabem amb el pas del temps que va aparèixer al segle I i II i potser es varen incorporar els texts dels salms. En aquesta etapa, les primeres comunitats cristianes estaven formades per jueus, foren els primers en transmetre el missatge.
El solista que cantava el salms originals els havia de cantar tots in directum sense interrupcions i havien d'entonar amb la tonalitat del cor. Havien d'escollir els seus propis girs melòdics (melismes) per concloure la cadència.

#### Salmodia amb resposta o responsorial
El mateix salmista era el que presentava una tornada a l'assemblea perquè es pogués memoritzar i participar en el salm, aquesta tornada més comuna podia esser la segona part del primer vers de cada salm. (Segle II i III)

#### Salmodia antifonal
La salmodia antifonal era la més senzilla i estava vinculada a les formes musicals mes antigues del cristianisme. Eren dos cors els que cantaven alternativament, el primer havia de cantar el salm original i el segon havia de cantar un verset nou. (Segle IV i V)